# Ольсхаузен, Герман
Герман Ольсхаузен (21 августа 1796, Бад-Ольдесло, герцогство Гольштейн — 4 сентября 1839, Эрланген) — германский протестантский богослов, преподаватель, духовный писатель.
Отец — нем. Detlev Olshausen, младшие братья Юстус и Теодор.
В 1814 году поступил в Университет имени Христиана Альбрехта в Киле, в 1816 году перешёл в Берлинский университет имени Фридриха-Вильгельма; считался одним из лучших учеников Шлейермахера и Неандера. В 1820 году габилитировался, в 1821 году стал экстраординарным профессором в Кёнигсберге. В 1827 году занял в звании ординарного профессора кафедру в Альбертине, был ректором этого заведения в зимнем семестре 1828/1829 учебного года. В 1834 году стал профессором Эрлангенского университета.
Специализировался на толковании Нового Завета. Главные его труды: «Biblischer Kommentar über sämtliche Schriften des Neuen Testaments» (тома I—IV, 1830—1840; окончен Ебрардом и Визингером, издавшими в 1852—1862 годах тома V—VI; в 1847—1849 годах был издан в четырёх томах в Эдинбурге в переводе на английский язык) и «Die biblische Schriftauslegung» (Гамбург, 1825). Одно время принадлежал к кружку кёнигсбергских муккеров, но позже изобличал их.